# Dannayá (canción de Dover)
«Dannayá»  es una canción de la banda española Dover. Supone el primer sencillo del séptimo álbum de estudio I Ka Kené, tras cuatro años desde la publicación de su disco Follow the city lights. Fue estrenado el 31 de julio de 2010 en Los 40 Principales, sin embargo no fue hasta el 17 de agosto cuando se puso a la venta en formato digital. A pesar de que no se editó en ningún formato en España, en algunos países de Europa se vendió en tiendas digitales.
Veinte segundos de la canción fueron estrenados el 29 de julio de 2010 a través del Facebook oficial de la banda; un día después estrenaron por el mismo medio veinte segundos más. El mismo día revelaron el motivo del singular nombre:

"Hola a todos, Dannayá significa Confianza en bambara que es uno de los idiomas que se hablan en varios países del Oeste de África. El año pasado conocí a un chico inmigrante de Mali y nos hicimos muy amigos y ahí empezó todo. La canción está cantada en bambara y en inglés y esperamos que os guste!

## Vídeo musical
El videoclip fue producido por Struendo Filmakers y grabado el 19 de julio de 2010. Dicho videoclip fue lanzado a través de los 40 principales el 9 de septiembre de ese mismo año.

## Lista de canciones
| N.º   | Título                             | Duración |  |
| 1.    | «Dannayá (Original Versión)»       | 3:05     |  |
| 2.    | «Dannayá (Future President Remix)» | 3:05     |  |
| 3.    | «Dannayá (J.W. Rad Remix)»         | 3:56     |  |
| 4.    | «Dannayá (Meneo Remix)»            | 3:10     |  |
| 5.    | «Dannayá (Rolling Hackers Remix)»  | 4:24     |  |
| 17:40 |                                    |          |  |